# Heineken
Heineken International é uma cervejaria holandesa, fundada em 1863 por Gerard Adriaan Heineken na cidade de Amsterdã. A Heineken possui cerca de 140 cervejarias em mais de 70 países, empregando aproximadamente 85.000 pessoas. Com uma produção anual de 243 milhões de hectolitros de cerveja e um volume de negócios de 36,4 bilhões de euros em 2023. É a segunda maior cervejeira do mundo ficando atrás apenas da ABInBev. Em 2019 teve lucro de 2,17 bilhões de dólares.
As cervejarias da Heineken estão localizadas em Zoeterwoude e em 's-Hertogenbosch e o seu primeiro prédio, fechado em 1988, tornou-se o museu Heineken Experience, situado em Amsterdã. Nos Estados Unidos e no Brasil, a Heineken detém os direitos de produção e comercialização dos produtos da marca.
A Heineken é patrocinadora oficial da Liga dos Campeões da UEFA, da Copa Heineken de Rugby, Rugby World Cup, da Copa Libertadores da América (através da marca Amstel), da Fórmula 1, do Rock in Rio até a edição de 2021 e foi patrocinadora dos Jogos Olímpicos de Verão de 2012.

## História
A Heineken foi fundada em 16 de dezembro de 1863 por Gerard Adriaan Heineken após a aquisição da cervejaria Hooiberg. Um século depois, sob o comando de seu neto Freddy Heineken, a empresa expandiu suas atividades para mais de 70 países.
Durante o início do século XXI, a Heineken cresceu por meio de aquisições na América do Norte, na Ásia e na Europa. Junto com a Carlsberg, a Heineken adquiriu, em 2007, a cervejaria britânica Scottish & Newcastle. Três anos mais tarde, a empresa adquiriu a divisão de cerveja do consórcio mexicano de bebidas Fomento Econômico Mexicano FEMSA.
Em 2010 todas as cervejarias do grupo FEMSA passaram para o poder da Heineken.

Em 2011, a Heineken lançou sua nova garrafa, a K2.

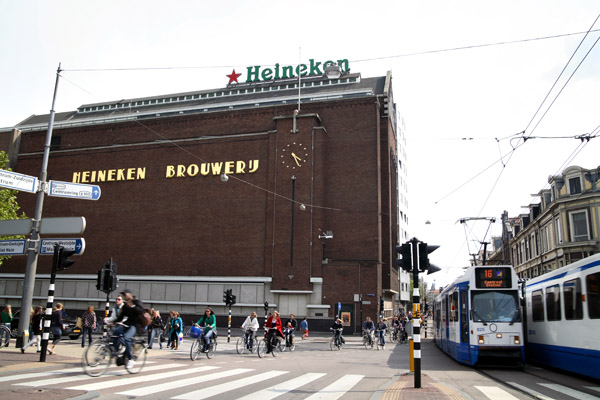
Antiga cervejaria da Heineken em Amsterdã, onde atualmente funciona o Heineken Experience Museum
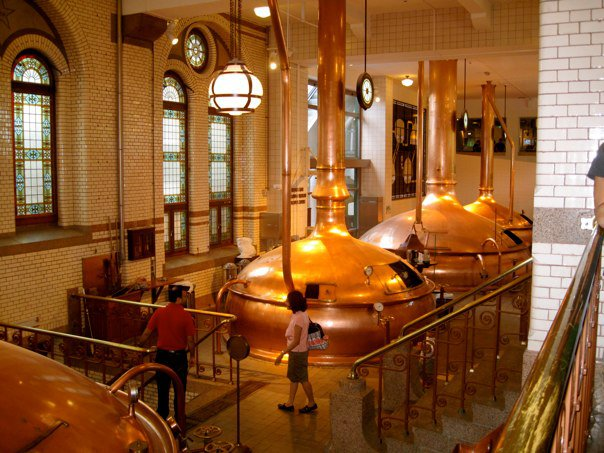
Interior da antiga cervejaria Heineken em Amsterdã, que agora é o museu Heineken Experience.

## Presença global

### Brasil
Em fevereiro de 2017 a cervejaria Heineken anunciou um acordo com o Kirin Company para a compra da sua subsidiária brasileira, a Brasil Kirin. O valor do acordo e de 664 milhões de euros (equivalente a US$ 704 milhões de dólares ou 2,2 bilhões de reais). Com isso a Heineken acrescentará ao seu portfólio marcas importantes do mercado brasileiro, como Schin, Devassa e Glacial, além de outras segmentos do grupo no ramo de cervejas, Cervejas Premium, refrigerantes, sucos engarrafados e águas minerais.  No final de maio a compra foi concluída e a Heineken passou a ter 20% do mercado brasileiro de cervejas.

### Itália
A história da Heineken Itália começou em 1974, com a aquisição da Birra Dreher, em 1986 foi adquirida a Birra Ichnusa, em 1995, a cervejaria de Comun Nuovo e por fim a Birra Moretti foi adquirida em 1996. Hoje a Heineken está presente em Itália com 4 cervejarias: Comun Nuovo, Assemini, Massafra e Pollein, sendo a cervejaria de Comun Nuovo a maior de Itália com uma produção anual de 2.400.000 hl.  A Heineken é hoje a maior produtora de cerveja em Itália, onde comercializa cerca de 7 milhões de hectolitros de cerveja, tem uma quota de mercado de 32%. Em 2023, o faturamento foi de 826 milhões de euros.

### Moçambique
Em 4 de dezembro de 2017, a Heineken lançou a primeira pedra da sua fábrica em Moçambique, um investimento de 100 milhões de dólares (84 milhões de euros) para produzir oito milhões de litros de cerveja por ano. A fábrica ficará situada no distrito de Marracuene, província de Maputo, sul do país, numa área de 13 hectares, a cerca de 45 quilómetros da capital, e vai começar a produzir no primeiro semestre de 2019.
Portugal
Em Portugal a Heineken é a marca premium do grupo Central de Cerveja, sendo fabricada na fabrica do grupo em Sevilha, Espanha.

## Marcas do grupo
Fazem parte do catalogo do grupo, as seguintes marcas:
- Brasil: Kaiser, Schin, Glacial, Cintra, Baden Baden, Devassa, Eisenbahn.[17]
- Espanha: Cruzcampo.
- Holanda: Heineken, Amstel.
- Itália: Birra Moretti, Dreher, Ichnusa, Birra Messina.[5]
- Portugal: Sagres.